# Albánia kormányfőinek listája

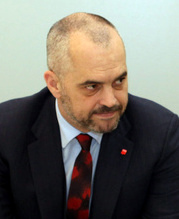
Edi Rama 2013. szeptember 15-től hivatalban van

Albánia kormányfői tiszte többnyire megegyezett a miniszterelnöki poszttal, de bizonyos történelmi szakaszokban ettől a politikai gyakorlatban eltértek. 1925. február 1. és 1928. szeptember 5. között az igazságügy-miniszter, 1946. január 1. és 1991. február 22. között a Minisztertanács elnöke töltötte be a kormányfői pozíciót.

## Miniszterelnökök
Az ideiglenes vagy ügyvivő kormányfők nevét és hivatali idejét dőlt betűkkel szedjük.
|        | Kormányfő                                      | Hivatali idő                                | Megjegyzés |
| ------ | ---------------------------------------------- | ------------------------------------------- | --- |
| 1.     | Ismail Qemali (Qemali-kormány)                 | 1912. november 29. – 1914. január 15.       | Az ideiglenes kormány elnöke Vlora székhellyel. 1913. szeptember 18. és 1914. február 3. között Esat Toptani ellenkormányt vezetett Durrësban, az 1913. október 14-én kikiáltott Közép-albániai Köztársaság állam- és kormányfőjeként. |
|        | Fejzi Alizoti                                  | 1914. január 22. – 1914. március 7.         | A Központi Kormányzat elnöke. Albánia eközben, illetve már 1913. október 16-ától az osztrák–magyar, brit, francia, német, olasz, orosz és albán összetételű Nemzetközi Ellenőrző Bizottság igazgatása alatt állt. |
| 2.     | Turhan Përmeti (első Përmeti-kormány)          | 1914. március 15. – 1914. szeptember 3.     | Először. |
|        | Mustafa Ndroqi                                 | 1914. szeptember 11. – 1914. október 5.     | Az általános tanács elnöke, ideiglenes kormányfő. |
| 3.     | Esat Toptani (Toptani-kormány)                 | 1914. október 5. – 1916. január 27.         | Toptani ugyan erőszakkal ragadta magához a hatalmat, de kormányzatát az antanthatalmak elismerték. Ellenzéke, a Krujai Szövetség már 1914 novemberében felkelést robbantott ki hatalma ellen, a kormány a fővárosba, Durrësba szorult vissza. 1915 júniusában a baráti Szerb Királyság hadserege leverte a lázadókat, de Toptani nem konszolidálhatta hatalmát. Az Osztrák–Magyar Monarchia 1916 januárjában megkezdte Albánia megszállását, a kormány feloszlott. |
|        | Aqif Elbasani                                  | 1916. február 18. – 1916. április 14.       | Ideiglenes ellenkormány vezetője Elbasan székhellyel. |
|        | […]                                            | 1916. január 28. – 1918. december 25.       | Az Osztrák–Magyar Monarchia által okkupált Albánia állandó nemzeti kormány nélkül. A polgári közigazgatás feje August Kral. |
| 4.     | Turhan Përmeti                                 | 1918. december 25. – 1920. január 30.       | Másodszor. Ideiglenes kormányfő Durrës székhellyel. Ténylegesen csak 1920. február 20-án engedte át a hatalmat. |
| 5.     | Sylejman Delvina                               | 1920. január 30. – 1920. november 20.       | Tirana székhellyel. Ténylegesen csak 1920. február 20-án vette át a hatalmat, de facto működése pedig március 27-én vette kezdetét. |
| 6.     | Iliaz Vrioni                                   | 1920. december 10. – 1921. július 1.        | Először. |
| 7.     | Iliaz Vrioni                                   | 1921. július 11. – 1921. október 16.        | Másodszor. |
| 8.     | Pandeli Evangjeli (első Evangjeli-kormány)     | 1921. október 16. – 1921. december 6.       | A köznyelvben Szent Egységnek nevezett koalíciós kabinet, amelynek fő feladataként az Észak-Albániát lerohanó Jugoszláviával szemben kellett megvédenie az ország területi integritását. A Nemzetek Szövetsége és a nagyhatalmi nagykövetek konferenciájának közbelépésére és a hadsereg-főparancsnok Amet Zogolli katonai sikereinek köszönhetően Észak-Albánia elszakadásának veszélye elhárult, de a mozaikos koalíciós kormány tagjai képtelenek voltak együttműködni, december elejéig sorban hagyták el a kabinetet. A kormányt a régenstanács egyik tagja, Aqif Elbasani felbujtására erőszakos puccsal buktatták meg. |
| 9.     | Qazim Koculi (Koculi-kormány)                  | 1921. december 6.                           | Koculi vlorai prefektust alkotmányellenes körülmények között kérték fel a kormányalakításra, de politikai támogatottság híján nem tudta kormányát megalakítani, így 12 óra elteltével miniszterelnöki kinevezéséről lemondott. |
| 10.    | Hasan Prishtina                                | 1921. december 7. – 1921. december 12.      | |
|        | Idhomene Kosturi                               | 1921. december 12. – 1921. december 22.     | Ügyvezető miniszterelnök. |
| 11.    | Xhafer Ypi                                     | 1921. december 24. – 1922. november 26.     | |
| 12.    | Amet Zogu                                      | 1922. december 2. – 1924. február 25.       | Először. |
|        | Pandeli Evangjeli                              | 1924. február 25. – 1924. március 3.        | Ügyvezető miniszterelnök. |
| 13.    | Shefqet Vërlaci (első Vërlaci-kormány)         | 1924. március 3. – 1924. május 27.          | A nagybirtokosok érdekeit képviselő kabinet ténylegesen Amet Zogu konzervatív-centralizáló politikai céljait szolgálta ki, az országot sújtó gazdasági és belpolitikai nehézségekkel szemben eszköztelennek bizonyult. Ellenzéke Fan Noli vezetésével napirenden tartotta az égető gazdasági kérdéseket, kihasználta az április 6-ai mamurrasi incidenst és az Avni Rustemi elleni április 20-ai merényletet követő országos felháborodást. Miután maguk mellé állították a hadsereget egy részét, május 17-én kirobbant a kormányellenes fegyveres felkelés. A Vërlaci-kabinet a belpolitikai nyomás alatt megrendült, majd feloszlott. |
| 14.    | Iliaz Vrioni                                   | 1924. május 27. – 1924. június 9.           | Harmadszor. |
| 15.    | Fan Noli                                       | 1924. június 16. – 1924. december 24.       | A vlorai Ideiglenes Kormányzóbizottság elnöke. |
| 16.    | Iliaz Vrioni                                   | 1924. december 25. – 1925. január 5.        | Negyedszer. |
| 17.    | Amet Zogu                                      | 1925. január 6. – 1925. január 30.          | Másodszor. |
|        | Pjetër Poga                                    | 1925. február 1. – 1925. szeptember 28.     | Igazságügy-miniszterként (először). |
|        | Milto Tutulani                                 | 1925. szeptember 28. – 1926. július 30.     | Igazságügy-miniszterként. Egészségi állapotára hivatkozva 1925 novembere után távol maradt hivatalától, így ezt követően a köztársasági kormány de facto igazságügy-miniszter és kormányfő nélkül maradt Josif Kedhi kinevezéséig. |
|        | Josif Kedhi                                    | 1926. július 30. – 1927. február 10.        | Igazságügy-miniszterként. |
|        | Pjetër Poga                                    | 1927. február 12. – 1927. október 21.       | Igazságügy-miniszterként (másodszor). |
|        | Iliaz Vrioni                                   | 1927. október 25. – 1928. május 9.          | Külügyminiszterként. |
|        | Hiqmet Delvina                                 | 1928. május 11. – 1928. szeptember 5.       | Igazságügy-miniszterként. |
| 18.    | Koço Kota                                      | 1928. szeptember 5. – 1930. március 6.      | Először. |
| 19.    | Pandeli Evangjeli (második Evangjeli-kormány)  | 1930. március 6. – 1931. április 11.        | A viszonylag nyugodalmas bel- és külpolitikai környezetben hivatalba lépő kormány főbb intézkedései közé a régóta várt, de a korrupció miatt akadozva végrehajtott földreform és a megszigorított cenzúratörvény tartozott. Ezek mellett kapacitásait a nagyobb pénzügyi, politikai és katonai befolyásra törekvő Olaszország diplomáciai lépéseinek elhárítása kötötte le, de a rossz mezőgazdasági terményhozamok miatt végül az uralkodó, I. Zogu az olaszokkal való tárgyalásra, egy pénzügyi segélymegállapodás tető alá hozására utasította a kormányt. Az olasz befolyás megnövekedésének réme felzúdulást keltett Albániában, ezért a király feloszlatta az Evangjeli-kabinetet. |
| 20.    | Pandeli Evangjeli (harmadik Evangjeli-kormány) | 1931. április 20. – 1932. december 7.       | Az újjászervezett Evangjeli-kabinet fő feladata az államcsőddel fenyegető gazdasági helyzet megoldása volt. Más reális alternatíva híján kénytelenek voltak tovább tárgyalni a segélyegyezményről az olasz kormánnyal. 1931 júliusában megszületett az újabb paktum tervezete, de ezt I. Zogu végül nem szentesítette, így 1932 során az olasz kormány fokozta a nyomást: követeléseinek sarokpontja immár a két ország vámuniója volt. 1932 decemberében az albán uralkodó ezt is elutasította, és miután az Evangjeli-kormány nem értett egyet a döntéssel, feloszlatta a kabinetet. Ebben az időszakban került sor az első nagyszabású politikai perekre, megszületett Albánia kereskedelmi törvénykönyve, korrupcióellenes vizsgálóbizottság kezdte meg működését, törvényt hoztak az iskolarendszer államosításáról. |
| 21.    | Pandeli Evangjeli (negyedik Evangjeli-kormány) | 1933. január 11. – 1935. október 16.        | A kabinet első belpolitikai lépése az iskolák államosításának végrehajtása, a magán-, felekezeti és nemzeti iskolák bezáratása volt, de 1935-re újra lehetővé tették egyes iskolák megnyitását. Emellett, ahogy a korábbi években, a legfőbb feladat a gazdaság lábra állítása és Olaszország geopolitikai törekvéseinek elhárítása volt. A költségvetési megszorítások ellenére az államkincstár 1934-re kiürült. Az albán vezetők azonban az 1934. júniusi durrësi olasz flottademonstrációt követően sem fogadták el a pénzügyi segélyért cserébe támasztott olasz követeléseket (vámunió, albán külügyminisztérium megszűnése stb.). Bár az olasz közeledés 1935 derekára veszített militáns jellegéből, 1935 augusztusában a fieri felkelés rázta meg a politikai életet. A szervezetlen és az államhatalomra veszélytelen lázadásra adott eltúlzott reakció felháborodást szült, erre válaszul I. Zogu menesztette az Evangjeli-kormányt. |
| 22.    | Mehdi Frashëri                                 | 1935. október 22. – 1936. november 9.       | Először. |
| 23.    | Koço Kota                                      | 1936. november 9. – 1939. április 8.        | Másodszor. |
| 24.    | Shefqet Vërlaci (második Vërlaci-kormány)      | 1939. április 12. – 1941. december 3.       | 1939. április 7-én a fasiszta Olasz Királyság lerohanta Albániát, április 12-én Vërlacit kérték fel kormányalakításra. Április 21-én felállt, 1924 utáni második kabinetje a két ország perszonáluniójához, az albán függetlenség elvesztéséhez vezető intézkedések végrehajtója, az olasz politikai és gazdasági hegemónia készséges kiszolgálója volt. Kormányának mozgásterét szűkre szabta a III. Viktor Emánuel hatalmát képviselő Francesco Jacomoni főkormányzó kézi vezérlése. Az olasz megszállókkal és az akaratukat végrehajtó Vërlaci-kormánnyal szemben ellenállási mozgalom szerveződött, 1940-től országszerte fokozódott a nacionalista Nemzeti Front gerilla-hadviselése, 1941-től pedig a kommunista partizánok tevékenysége. Bár a Wehrmacht támogatásával Olaszország a Görögország ellen vívott háborúban meg tudta őrizni Albánia területi integritását, sőt, 1941 nyarán jugoszláviai területek annektálásával megszületett Nagy-Albánia is, ezeket az eredményeket még nacionalista körökben sem tudták a fasiszta államrend széles körű támogatásává fordítani. Az egyre gyakoribb fegyveres rajtaütésekkel, ipari szabotázsakciókkal, utcai tiltakozásokkal szemben a kormány tehetetlennek bizonyult, a Vërlaci-kabinetet az ország urai 1941. december 3-án feloszlatták. |
| 25.    | Mustafa Kruja                                  | 1941. december 4. – 1943. január 19.        | |
| 26.    | Eqrem Libohova                                 | 1943. január 19. – 1943. február 13.        | Először. |
| 27.    | Maliq Bushati                                  | 1943. február 13. – 1943. május 13.         | |
| 28.    | Eqrem Libohova                                 | 1943. május 13. – 1943. szeptember 8.       | Másodszor. |
| 29.    | Ibrahim Biçakçiu                               | 1943. szeptember 13. – 1943. október 24.    | Először. Ideiglenes kormányfő. |
| 30.    | Mehdi Frashëri                                 | 1943. október 24. – 1943. november 3.       | Másodszor. |
| 31.    | Rexhep Mitrovica                               | 1943. november 5. – 1944. július 14.        | |
| 32.    | Fiqri Dine                                     | 1944. július 19. – 1944. augusztus 29.      | |
| 33.    | Ibrahim Biçakçiu                               | 1944. szeptember 7. – 1944. október 27.     | Másodszor. |
| 34–41. | Enver Hoxha                                    | 1944. október 23. – 1954. július 20.        | De facto 1944. május 28-ától a Nemzeti Felszabadítási Főtanács vezetőségének elnöke (lásd përmeti kongresszus). 1946. január 1-jétől mint a Minisztertanács elnöke. |
| 42–53. | Mehmet Shehu                                   | 1954. július 20. – 1981. december 18.       | A Minisztertanács elnöke. Már december 17-én elhunyt, de halálának ténye csak másnap lett köztudott. |
| 54–59. | Adil Çarçani                                   | 1981. december 18. – 1991. február 22.      | A Minisztertanács elnöke, 1982. január 18-áig mint ügyvezető kormányfő. |
| 60–61. | Fatos Nano                                     | 1991. február 22. – 1991. június 5.         | Először, az Albán Szocialista Párt színeiben. |
| 62.    | Ylli Bufi                                      | 1991. június 5. – 1991. december 10.        | Az Albán Szocialista Párt színeiben. |
| 63.    | Vilson Ahmeti                                  | 1991. december 10. – 1992. április 13.      | Pártonkívüliként. |
| 64–67. | Aleksandër Meksi                               | 1992. április 13. – 1997. március 11.       | Az Albán Demokrata Párt színeiben. |
| 68.    | Bashkim Fino                                   | 1997. március 11. – 1997. július 24.        | Az Albán Szocialista Párt színeiben. |
| 69.    | Fatos Nano                                     | 1997. július 24. – 1998. október 2.         | Másodszor, az Albán Szocialista Párt színeiben. |
| 70.    | Pandeli Majko                                  | 1998. október 2. – 1999. október 29.        | Először, az Albán Szocialista Párt színeiben. |
| 71–72. | Ilir Meta                                      | 1999. október 29. – 2002. február 22.       | Az Albán Szocialista Párt színeiben. |
| 73.    | Pandeli Majko                                  | 2002. február 22. – 2002. július 31.        | Másodszor, az Albán Szocialista Párt színeiben. |
| 74–75. | Fatos Nano                                     | 2002. július 31. – 2005. szeptember 11.     | Harmadszor, az Albán Szocialista Párt színeiben. |
| 76–77. | Sali Berisha                                   | 2005. szeptember 11. – 2013. szeptember 15. | Az Albán Demokrata Párt színeiben. |
| 78–79. | Edi Rama                                       | 2013. szeptember 15. –                      | Az Albán Szocialista Párt színeiben. |

## Ajánlott irodalom
- Klaus-Jürgen Matz, Ki mikor uralkodott, kormányzott (Uralkodók táblái a világtörténelemhez; Császárok, királyok, államfők, miniszterelnökök és pártvezérek), Budapest, Magyar Könyvklub, 2003, ISBN 963-547-849-6 – a Magyarországra vonatkozó részt Pálinkás Mihály állította össze